# Configuration (géométrie)
Pour les articles homonymes, voir Configuration.
En géométrie, une configuration est la donnée de plusieurs éléments géométriques (points, droites, cercles, plans, angles, vecteurs…) munis de relations associées (appartenance ou incidence, parallélisme, orthogonalité…)
Le terme est présent dans l’enseignement des mathématiques en France depuis 1990 en remplacement parfois du mot « figure » mais en distinguant plus spécifiquement le rôle des éléments. Ainsi, on peut considérer par exemple la configuration du théorème de Thalès ou la configuration de Möbius.
Il généralise aussi la notion de structure d’incidence.